# شهرستان پیچان
شهرستان پیچان (به اویغوری: پىچان ناھىيىسى) و یا شهرستان شانشان (به چینی: 鄯善县، به پین‌یین: Shànshàn Xiàn) یکی از شهرستان‌های جمهوری خلق چین است که تابع شهر در سطح ولایت تورفان می باشد.

## جمعیت
| ترکیب قومیتی شهرستان پیچان | ترکیب قومیتی شهرستان پیچان | ترکیب قومیتی شهرستان پیچان | ترکیب قومیتی شهرستان پیچان | ترکیب قومیتی شهرستان پیچان |
| -------------------------- | -------------------------- | -------------------------- | -------------------------- | -------------------------- |
| قومیت                      | قومیت                      |                            | درصد                       | درصد                       |
| اویغور                     | اویغور                     |                            | ۷۵٫۰٪                      | ۷۵٫۰٪                      |
| هان                        | هان                        |                            | ۱۹٫۹٪                      | ۱۹٫۹٪                      |
| هوئی                       | هوئی                       |                            | ۴٫۸٪                       | ۴٫۸٪                       |
| سایر                       | سایر                       |                            | ۰٫۱٪                       | ۰٫۱٪                       |
| منبع سرشماری جمعیت :       |                            |                            |                            |                            |

## تاریخچه
در دوران جمهوری چین و همین طور سالهای اول استقرار جمهوری خلق چین، شهرستانها و منطقه‌ای که امروزه «شهر در سطح ولایت» تورفان را تشکیل می‌دهند، به همراه ولایت سانجی و شهر اورومچی، که در آن زمان موسوم به «شهر دیهوا» بود، یک ولایت واحد به نام «ولایت دیهوا» را تشکیل می دادند.
در دسامبر ۱۹۴۹، شهر دیهوا به «شهر در سطح ولایت» ارتقاء یافت و از ولایت دیهوا مستقل شد. شهرستان دیهوا تابع ولایت دیهوا باقی ماند.
ولایت خودمختار سانجی هوئی در سال ۱۹۵۴ میلادی برای مردم هوئی (مسلمانان چینی‌تبار) تاسیس شد. در همان سال، شهر «دیهوا» به «اورومچی»، و شهرستان دیهوا به شهرستان اورومچی تغییر نام داد. این ولایت در ابتدا کوچک بوده و تنها متشکل از ۳ شهرستان بود، شهرستان سانجی،‌ شهرستان اورومچی، و شهرستان میچوان. بقیهٔ «ولایت دیهوا»، با وجود اینکه نه شهر اورومچی را شامل می شد و نه شهرستان اورومچی، به «ولایت اورومچی» تغییر نام داد.
یک سال بعد، در اکتبر ۱۹۵۵ میلادی، استان سین‌کیانگ به «منطقهٔ خودمختار سین‌کیانگ اویغور» ارتقاء یافت.
در سال ۱۹۵۸ میلادی، ۳ شهرستان چاله تورفان جدا شده و مستقیما در تابعیت منطقهٔ خودمختار قرار گرفتند.  در همان سال ۱۹۵۸ میلادی، ولایت خودمختار سانجی هوئی گسترده شده و شهرستان‌های ماناس، قوتوبی، فوکانگ، جیمسار، گوچونگ و شهرستان خودمختار موری قزاق را به خود ضمیمه کرد. در نتیجه، در سال ۱۹۵۸ میلادی «ولایت اورومچی» رسما منحل شد.
در سال ۱۹۷۰ میلادی، شهرستان‌های تورفان و توقسون از تابعیت مستقیم منطقهٔ خودمختار در آمده و در تابعیت شهر اورومچی قرار گرفتند. شهرستان پیچان نیز در تابعیت ولایت قومول قرار گرفت.
در ژوئیه سال ۱۹۷۵، ولایت تورفان از ترکیب سه شهرستان تورفان، توقسون، و پیچان تاسیس شد.
در آوریل سال ۲۰۱۵، «ولایت تورفان» به «شهر در سطح ولایت» تورفان ارتقاء یافت. شهرستان پیچان در تابعیت شهر تورفان قرار دارد.

## تقسیمات اداری
شهرستان پیچان متشکل از ۷ شهرک، ۲ قصبه، و ۱ قصبهٔ قومیتی است. 
- شهرک پیچان / شانشان (شامل منطقهٔ شهری مرکزی شهرستان) (به اویغوری: پىچان شەھەر بازىرى‎)(به چینی:‌ 鄯善镇، به پین‌یین: Shànshàn Zhèn)
- شهرک حومهٔ پیچان (شامل روستاهای حومهٔ پیچان) (به اویغوری: پىچان ئەتراپى بازىرى‎)(به چینی:‌ 辟展镇، به پین‌یین: Pìzhǎn Zhèn)
  - سابقا «قصبهٔ‌ پیچان»
- شهرک چیقتیم (به اویغوری: چىقتىم بازىرى)(به چینی:‌ 七克台镇، به پین‌یین: Qīkètái Zhèn)
- شهرک ایستگاه راه‌آهن (به اویغوری: پويىز ئىستانسىسى بازىرى)(به چینی:‌ 火车站镇، به پین‌یین: Huǒchēzhàn Zhèn)
- شهرک لمجین (به اویغوری: لەمجىن بازىرى)(به چینی:‌ 连木沁镇، به پین‌یین: Liánmùqìn Zhèn)
- شهرک لوکچون (به اویغوری: لۈكچۈن بازىرى)(به چینی:‌ 鲁克沁镇، به پین‌یین: Lǔkèqìn Zhèn)
- شهرک دیغار (به اویغوری: دىغار بازىرى)(به چینی:‌ 	迪坎镇، به پین‌یین: Díkǎn Zhèn)

- قصبه تویوق (به اویغوری: تۇيۇق يېزىسى)(به چینی:‌ 吐峪沟乡، به پین‌یین: Tǔyùgōu Xiāng)
- قصبه دالان‌کاریز (به اویغوری: دالانكارىز يېزىسى)(به چینی:‌ 达朗坎乡، به پین‌یین: Dálǎngkǎn Xiāng)

- قصبه هوئی دونگ‌بازار (به اویغوری: دۇڭبازار خۇيزۇ يېزىسى)(به چینی:‌ 东巴扎回族乡، به پین‌یین: Dōngbāzhā Huízú Xiāng)

- منطقه معدنی نانشان (به اویغوری: نەنسەن كانچىلىق رايونى‎)(به چینی:‌ 南山矿区، به پین‌یین: Nánshān Kuàngqū)
- میدان باغبانی پیچان (به اویغوری: پىچان باغۋەنچىلىك مەيدانى‎)(به چینی:‌ 鄯善园艺场، به پین‌یین: Shànshàn Yuányìchǎng)